# Biocompatibilitat
La Biocompatibilitat està relacionada amb el comportament dels biomaterials en diversos contexts. Aquest terme es refereix a la capacitat d'un material per actuar amb una adequada resposta hoste en una situació específica. L'ambiguitat d'aquest terme reflecteix el desenvolupament en curs de com interactuen els biomaterials amb el cos humà i finalment com aquestes interaccions determinen l'èxit clínic d'un dispositiu mèdic (com un xumet, la substitució de part del maluc o un suport tubular temporal). Els dispositius mèdics moderns i les pròtesis sovint estan fets de més d'un material i, per tant, no sempre n'hi ha prou amb parlar sobre la biocompatibilitat d'un material específic.
De vegades se sent parlar de la biocompatibilitat en proves en bateria o in vitro
La paraula biocompatibilitat sembla que es va mencionar per primera vegada en revistes científiques (peer-review) el 1970 per RJ Hegyeli (Amer Chem Soc Annual Meeting abstract) and CA Homsy et al. (J Macromol Sci Chem A4:3,615, 1970). Es van necessitar gairebé dues dècades fins que va ser usat de manera comuna en la bibliografia científica (vegeu aquesta evolució en el gràfic de la dreta).

## Cinc definicions de biocompatibilitat
1. "La qualitat de no tenir efectes tòxics o de ferir els sistemes biològics".[4]
2. "La capacitat d'un material de comportar-se amb una resposta hoste apropiada en una aplicació específica", definició de Williams.[5]
3. "Comparació de la resposta del teixit que es produeix amb el material que s'implanta en un animal respecte als materials de control " - ASTM
4. "Es refereix a la capacitat d'un biomaterial per comportar-se en la funció desitjada en una teràpia".[6][7]
5. "Biocompatibilitat és la capacitat d'una pròtesi implantada al cos per esistir en harmonia amb els teixits sense causar canvis deleteris importants".